# マッケンジー・アダムス
マッケンジー・エリーズ・アダムス（英語: McKenzie Elise Adams、1992年2月13日 - ）は、アメリカ合衆国の女子バレーボール選手である。

## 来歴
テキサス州出身。
プエルトリコ、ドイツ、イタリア、トルコの各クラブでプレー。2020-21シーズンには、イモコ・バレー・コネリアーノでプレーし、欧州チャンピオンズリーグでの優勝も経験している。
2023年、V.LEAGUE DIVISION1 WOMEN（V1女子）に所属する久光スプリングスに入団した。以前にも日本のチームからオファーがあったと話している。チームに合流後、トルコ代表との親善試合にも出場した。
2023-24シーズン、V1女子の試合に出場。シーズン終了後退団となった。
2024年、プエルトリコのカングレヘラスに加入。また、2024-25シーズンはリーグ・ワン・バレーボールに参加した。

## 所属チーム
- バージニア大学（2010-2011年）
- テキサス大学サンアントニオ校（2011-2014年）
- インディアス・デ・マヤグエス (en) （2014-2016年）[1]
- レディース・イン・ブラック・アーヘン (de) （2016-2018年）[1]
- シュヴェリーンSC（2018-2020年）[1]
- イモコ・バレー・コネリアーノ（2020-2021年）[1]
- エジザージュバシュ・ダイナビット（2021-2022年）[1]
- イゴール・ゴルゴンゾーラ・ノヴァーラ（2022-2023年）[1]
- 久光スプリングス（2023-2024年）
- ラス・カングレヘラス・デ・サントゥルセ（2024年）
- LOVBアトランタ（2024年-）